# Kaplica św. Jakuba w Sławkowie
Kaplica św. Jakuba w Sławkowie, zwana potocznie również „kościółkiem św. Jakuba”. usytuowana jest przy ul. Świętojańskiej. 

## Historia

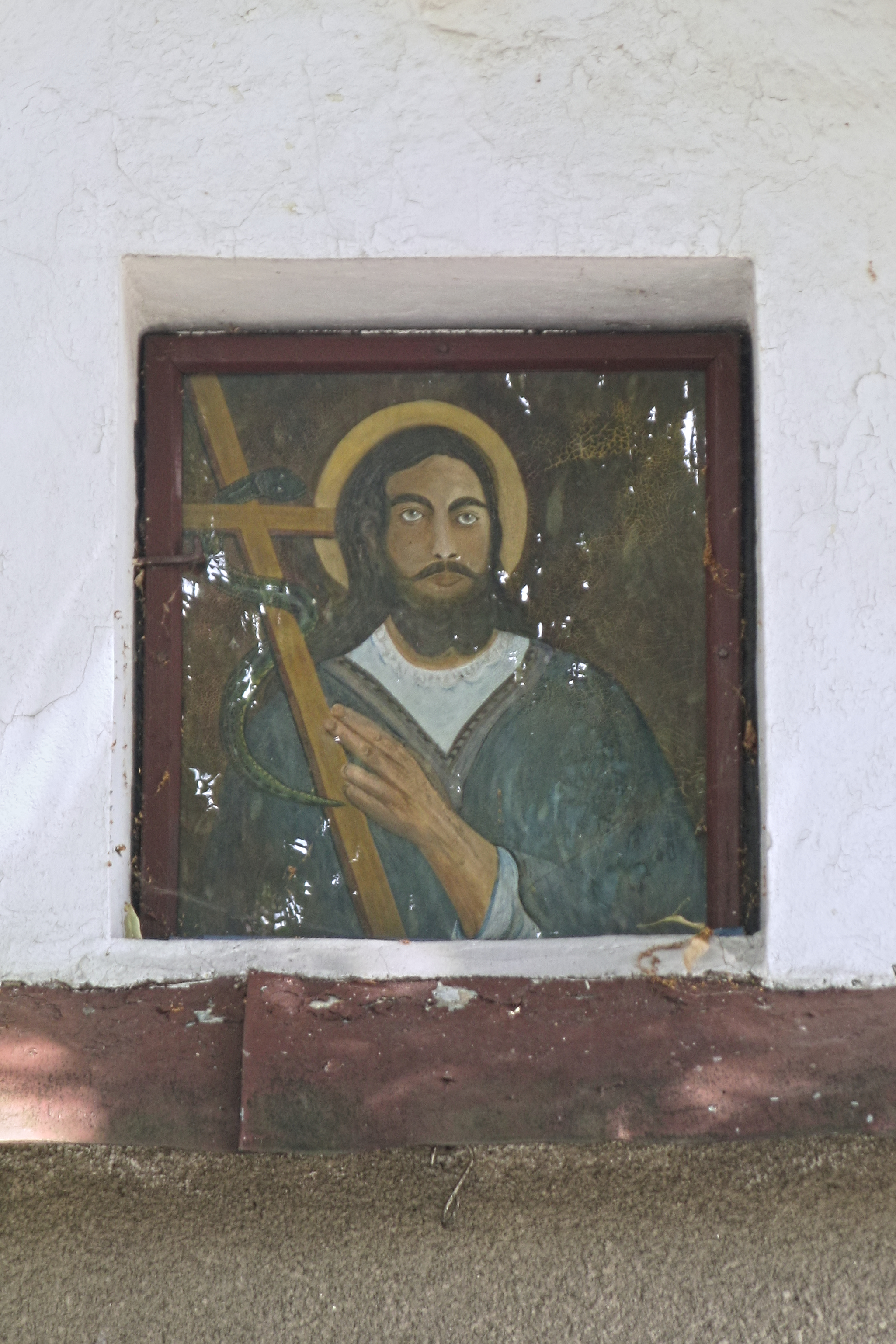
Obraz nad wejściem do kaplicy (2018)

Wcześniej na miejscu tym znajdowały się zabudowania kościoła pw. św. Jana i klasztoru duchaków, ufundowane w 1298 r. przez biskupa Jana Muskatę. Obiekty te zniszczone zostały w 1455 r. przez nieopłaconych żołdaków morawskich i polskich pod dowództwem Jerzego Stosza z Olbrachtowic i Jana Świeborowskiego. Teren, na którym stały, jako poświęcony pod budowę świątyni nie został zajęty pod zabudowę świecką i przez kilka następnych stuleci pozostawał niezagospodarowany. Stan taki widoczny jest jeszcze na planie miasta z 1823 r. Kaplica ufundowana została w 1827 r. przez burmistrza sławkowskiego i przedsiębiorcę górniczego – głównego właściciela kopalni galmanu „Kozioł” – Jakuba Kubiczka. Budowla wzniesiona jest z kamienia i otynkowana. Założona na rzucie prostokąta z wciętą półkoliście apsydą i czworoboczną kruchtą. Pod kaplicą znajduje się krypta, stanowiąca prawdopodobnie pozostałość wcześniejszych zabudowań kościelnych. Kościółek przykrywa dach siodłowy kryty blachą, zwieńczony wysmukłą sześcioboczną sygnaturką. Związany jest z nią miejscowy zwyczaj dzwonienia podczas burzy w celu przepędzenia chmur. Na wewnętrznym płaskim stropie kaplicy, niegdyś bogato polichromowanym, zachowały się tylko fragmenty malowideł. Ołtarzyk neogotycki z obrazem św. Jakuba, wykonanym prawdopodobnie w 1828 r. We wnętrzu kaplicy znajduje się również XVIII-wieczny obraz Matki Boskiej Różańcowej, w rokokowej ramie. W 1910 r. zastąpiono drewniany parkan murowanym ogrodzeniem z bramą wykonaną z żelaza.
Kaplica przynależy do rzymskokatolickiej parafii Podwyższenia Krzyża Świętego w Sławkowie.
22 października 1957 r. miała miejsce nieudana próba jej przejęcia przez wyznawców tworzącego się w Sławkowie Kościoła Polskokatolickiego. Delegat parafii polskokatolickiej w Bolesławiu domagał się wówczas bezskutecznie od ówczesnego sekretarza Prezydium Okręgowej Rady Narodowej przekazania kluczy do kaplicy.
Z inicjatywy ks. Józefa Mruczkowskiego kaplica przeszła remont i otrzymała nowe pokrycie dachowe w 1973 r.